# Лагуна-Місканті
Лагуна-Місканті (ісп. Laguna Miscanti) — озеро з солонуватою водою, яке розташоване на Альтіплано в Антофагасті на півночі Чилі. Вулкан Серро-Міньїкес і гора Cerro Miscanti височиють над цим озером. Озеро має форму серця та глибокий синій колір. Західна берегова лінія озера розділені менш ніж в 1 км від дренажу розриву між озером і басейном Салар-де-Атакама. Басейн Лагуна-Місканті також має спільний кордон з басейном Salar de Talar.
Потік лави від виверження Miñiques відокремлює озеро Лагуна-Місканті від озера Miñiques.
Озеро є частиною одного з семи секторів Національного заповідника Лос-Фламенкос.